# Mer Noire / Colère rouge
Pour l’article homonyme, voir Mer Noire.

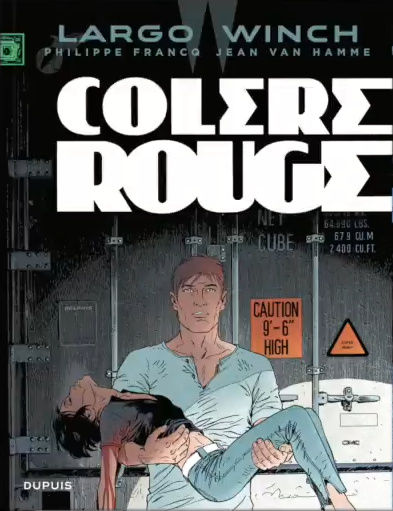
Colère rouge.

Mer Noire et Colère rouge sont deux albums de bande dessinée écrits par Jean Van Hamme et dessinés par Philippe Francq, formant un diptyque appartenant à la série Largo Winch, et édités respectivement en 2010 et 2012 par Dupuis dans la collection « Repérages ».
Ce diptyque est constitué des dix-septième et dix-huitième tomes de la série.

## Synopsis
Juin 2010. Un an et demi après l'appel à la solidarité lancé dans son groupe en conséquence de la crise des subprimes, Largo Winch assiste au pot d'adieu de Sir Basil Williams, président de la division marine marchande du Groupe W : la WMF (Winch Merchant Fleet). Alors qu'il présente à Largo son assistante, Sybil Lockwood, femme de son directeur financier (et sa maîtresse officieuse) qu'il veut pousser à sa succession, Sir Basil Williams se fait assassiner par un serveur. Son meurtrier, un ressortissant turc nommé Turgut Asala, est vite capturé avec l'aide de Gus Fenimore et livré à la police. Alors que la police découvre qu’Asala aurait agi pour venger la mort de son fils, douanier turc mort dans des circonstances mystérieuses en enquêtant sur un cargo de la WMF, ce dernier est à son tour abattu à l'entrée du Palais de justice. Largo se retrouve soupçonné par l'inspecteur de la brigade criminelle d'avoir fait assassiner son directeur, et d'avoir ensuite fait éliminer l'assassin pour brouiller les pistes. Largo se retrouve de plus suspecté par le FBI d'avoir acheté des armes à un trafiquant géorgien, avec pour preuve un mystérieux transfert de fonds provenant d’une banque suisse lui appartenant. Largo parvient à s'échapper avant d'être inculpé et part mener son enquête en Turquie.
Là-bas, Largo apprend dans son enquête que le fils d'Asala a en réalité disparu à bord d'un navire de la WMF présent au port de Trabzon. Ainsi, il monte à bord, mais se fait piéger et enfermé à bord. Plus tard, le porte-conteneur joint un plus gros navire, le Sybilla. Il y retrouve la nouvelle présidente de la division Sybil Lockwood, qui est également la mère du trafiquant Iorg Yatchvili. En plus d'être à la tête du complot, elle révèle que son fils est le véritable fils biologique de Nerio (pourtant stérile) et que depuis que ce dernier l'a abandonné, elle rêve de vengeance et monte progressivement les échelons du groupe. Ainsi on apprend que le douanier présumé mort est gardé en vie à bord du navire pour rédiger un nouveau rapport.
Mais Largo neutralise Sybil et son fils Iorg (tué par accident par sa mère en voulant tuer Largo par un conteneur) et s'échappe du navire avec le douanier et Silky Song présente également à bord pour aider son patron. Au même moment, le FBI violant la juridiction vient les récupérer, pour mettre fin à l'enquête qui s'était accéléré avec l'arrestation du capitaine des douaniers de Trabzon complice dans l'affaire.
Pendant ce temps en Suisse, la fille du docteur Stroegl est enlevée par Sybil pour détourner des salaires du groupe W en faveur de son fils Iorg Yatchvili. Simon se rend sur place pour contacter le milieu criminel qu'il avait côtoyé autrefois pour la retrouver. Mais une fois le boulot effectuer, il se fait arrêter par les autorités, étant recherché en Suisse. Le docteur le fait sortir de prison s'il épouse sa fille. Il accepte à contrecœur. Mais le jour du mariage, Miss Pennywincle kidnappe Simon et l'embarquent à bord du nouvel avion de Freddy pour s'échapper de la Suisse.
Le diptyque se termine par l'inauguration de la nouvelle tour siège du groupe W, la Winch Mansion à Chicago. Par la suite, la vue de cette tour remplacera celle de l'ancienne aux dos des albums suivants.

## Publication en français

### Périodiques
- Planète BD et Direct Matin : prépublication de Mer Noire à partir d’octobre 2010

### Albums
- Mer Noire, Dupuis, collection « Repérages », 2010
- Colère rouge, Dupuis, collection « Repérages », 2012